# Autostrada A24 (Italia)
L'autostrada A24 collega Roma a Teramo, passando per L'Aquila. La sua gestione, unitamente a quella della A25, è di Strada dei Parchi.
Nonostante la revoca anticipata da parte del Governo Italiano della concessione delle due autostrade a Strada dei Parchi nell'agosto del 2022 con successione pro-tempore ad Anas, a partire dal 1º gennaio 2024 la gestione è rientrata nuovamente a Strada dei Parchi a seguito dalle letture delle sentenze e dalle ipotesi infondate da parte del Governo.
Il tracciato ha una lunghezza complessiva di 166,5 km, di cui 159,2 dall'autostrada A90 a fine autostrada nei pressi di Teramo, gli altri 7,3 km dall'A90 fino all'immissione sulla tangenziale Est di Roma. Il chilometro 0 è posto all'intersezione con l'A90 e le progressive chilometriche sono da qui calcolate separatamente sui due tronchi verso Teramo e Roma.
Si sviluppa su un territorio quasi completamente collinare e montano, dall'orografia complessa. Per questo motivo l'autostrada richiese l'adozione di ardite soluzioni di ingegneria civile, con estesi tratti a mezza costa o in viadotto e quarantadue gallerie (di cui quattro più lunghe di 4 km) tra le quali il duplice traforo del Gran Sasso, la cui lunghezza (10,174 km il tunnel settentrionale, 10,175 km quello meridionale) gli vale il primato di galleria stradale a doppia canna più lunga d'Europa, oltre che galleria stradale più lunga d'Italia tra quelle interamente in territorio nazionale.
Assieme alla A25, rispose all'esigenza di fornire un collegamento veloce e affidabile tra la capitale e le regioni centro-orientali della penisola; fino ad allora, la naturale suddivisione imposta dalle più alte vette dell'Appennino aveva reso gli spostamenti tra i due mari difficoltosi, lenti e insidiosi. La A24 ridusse l'isolamento dell'Abruzzo dalle regioni tirreniche, e risulta essere insieme all'A25 il collegamento principale tra Tirreno e Adriatico nell'Italia centrale; fino al suo completamento, le comunicazioni avvenivano principalmente attraverso la strada statale 5 Via Tiburtina Valeria, la strada statale 4 Via Salaria e la strada statale 3 Via Flaminia.

## Storia
La storia della A24 ebbe inizio nel 1960, quando fu costituita la Società Autostrada Roma-Civitavecchia (S.A.R.C.). Nel 1961, il nome mutò in Società Autostrade Romane S.p.A.; nel 1963 la S.A.R. ottenne dall'Anas la delibera relativa alla costruzione di un'autostrada tra Roma e la costa adriatica, servendo anche come collegamento trasversale tra l'autostrada del Sole e quella Adriatica. Per la sua realizzazione, furono valutati vari percorsi. Nelle intenzioni originali, era previsto un singolo attraversamento degli Appennini per la via più agevole, ovvero via Torano, Avezzano, Popoli Terme e la Val Pescara (quella che poi divenne la A25). Un'altra ipotesi propendeva sempre per un singolo tracciato via Torano, L'Aquila e infine Pescara, con una diramazione per Avezzano. Il collegamento con Teramo sarebbe stato realizzato con una superstrada che da L'Aquila avrebbe percorso un tracciato parallelo alla strada Statale 80, con galleria di valico presso il Passo delle Capannelle.
Venne deciso infine di costruire due diramazioni, via Torano, che costituiscono gli attuali percorsi della A24 e A25. Da più parti giunsero forti critiche e ci si interrogò sulla reale necessità di costruire due rami sostanzialmente paralleli a una distanza in linea d'aria di circa 35-40 km. La stampa dell'epoca evidenziò come tale scelta si prospettasse avventata, sia per gli altissimi costi correlati, sia per il fatto che l'atteso volume di traffico non giustificava due tracciati di tale vicinanza, e motivò tale scelta come una sorta di "compromesso" da parte delle due correnti avverse della Democrazia Cristiana (capeggiate da Lorenzo Natali e Remo Gaspari).
Il ramo settentrionale, in particolare, prevedeva un percorso più diretto di quello della statale 80 ma particolarmente complesso dal punto di vista infrastrutturale: per consentire l'attraversamento degli Appennini, furono infatti necessari numerosi viadotti e gallerie, in particolare il doppio traforo del Gran Sasso, un'opera complessa, costosa e controversa. I lavori, approvati nel 1964 e iniziati nel 1967, richiesero 16 anni per il primo traforo (più altri 9 per il secondo), costarono molto più delle stime originarie e furono funestati da numerosi imprevisti e incidenti fatali, con undici morti tra le maestranze.
La costruzione dellʾarteria ebbe inizio il 2 ottobre 1965 con una cerimonia tenutasi a Villagrande di Tornimparte alla presenza dell'allora ministro dei Lavori pubblici Mancini. Le cerimonie inaugurali dell'inizio dei lavori della galleria del Gran Sasso (col brillamento della prima mina) e del tratto Popoli-Pescara dell'A25 si tennero il 15 maggio 1968 alla presenza del ministro, del presidente della S.A.R.A e degli onorevoli Natalino Di Giannantonio, Lorenzo Natali e Nello Mariani. La denominazione della concessionaria cambiò nuovamente nel 1965 in Società Autostrade Romane ed Abruzzesi (S.A.R.A.), mantenuta fino al 2000 quando assunse la denominazione corrente di Strada dei Parchi SpA che da tale anno la gestisce, unitamente alla A25.

### Cronologia dei lavori
L'apertura al traffico dell'autostrada avvenne in diverse fasi, attraverso un arco temporale di circa 40 anni:
- la tratta A90 (Grande Raccordo Anulare) - Castel Madama venne aperta al traffico il 10 luglio 1969;[16][17]
- la tratta Torano - L'Aquila ovest venne aperta al traffico il 14 settembre 1969;[16][18]
- la tratta Castel Madama - Vicovaro venne aperta al traffico il 18 luglio 1970,[19] seguita dalla tratta Vicovaro - Torano, alcuni mesi più tardi
- la tratta L'Aquila ovest - L'Aquila est (quest'ultima denominata in principio San Giacomo) venne aperta al traffico il 31 dicembre 1975;[16]
- la tratta L'Aquila est - Assergi venne aperta al traffico il 17 ottobre 1979;[16]
- la tratta Assergi - Villa Vomano (a singola carreggiata), comprendente la prima canna del traforo del Gran Sasso, venne aperta al traffico il 1º dicembre 1984.[16][20] In quel periodo l'uscita San Gabriele - Colledara era usufruibile solamente per chi proveniva dall'Aquila; il restringimento a una carreggiata avveniva nel breve tratto in salita tra l'uscita di Assergi e l'imbocco del traforo.A24, viadotto di Pietrasecca, tra le uscite di Carsoli e Tagliacozzo

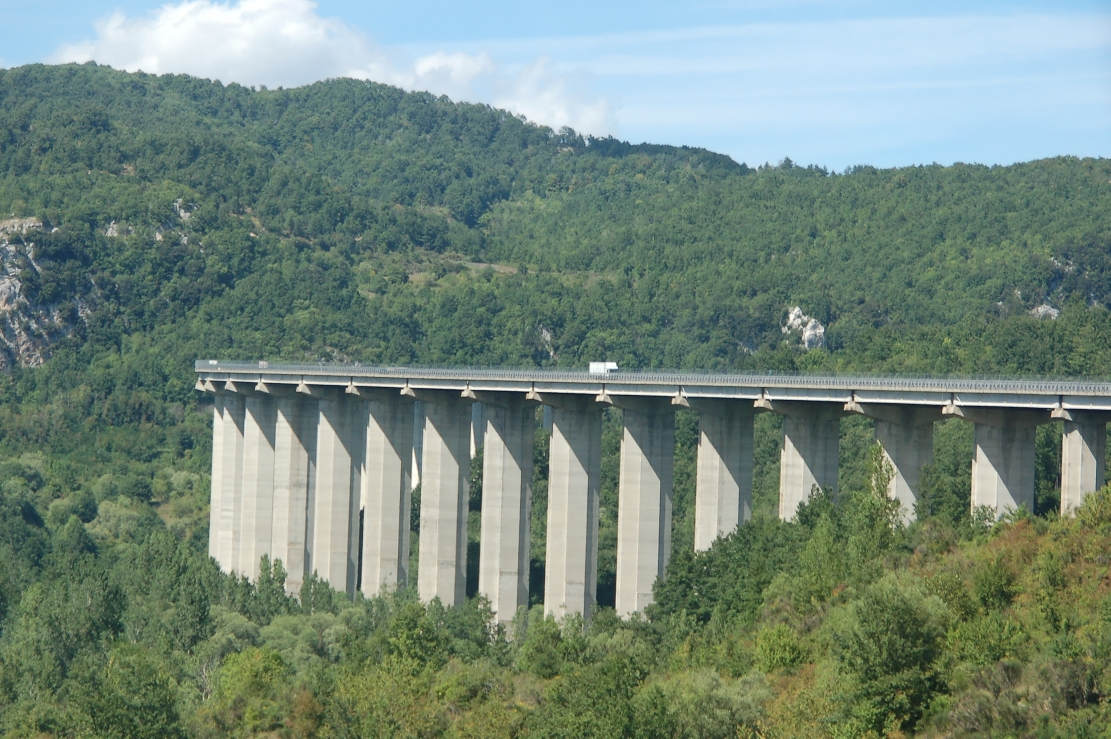
A24, viadotto di Pietrasecca, tra le uscite di Carsoli e Tagliacozzo

- nel 1986 venne aperto il tratto Villa Vomano - Val Vomano (a singola carreggiata), comprendente il viadotto sul fiume Vomano; in questa zona, dove era inizialmente previsto un solo svincolo, ne vennero realizzati due per un migliore collegamento tra Teramo e i paesi della Val Vomano;
- la tratta Val Vomano - Teramo venne aperta al traffico (a singola carreggiata) il 24 maggio 1989.[16] L'evento fu salutato positivamente dagli abitanti del capoluogo, i quali potevano ora recarsi nella valle del Vomano senza utilizzare il tracciato della strada Statale 81 (collinare e poco agevole). In un secondo momento venne aperta la seconda carreggiata relativa solamente alla galleria Collurania, sotto l'omonimo osservatorio, con una stretta curva al termine del viadotto Sant'Antonio che solo in un secondo momento venne resa più agevole;
- la tratta Roma Casal Bertone - Roma Tangenziale Est fu aperta al traffico nel giugno 1990, in occasione del campionato mondiale di calcio disputato in Italia in quell'anno, con un tracciato sotterraneo (galleria Pittaluga) diverso dal progetto originario di sviluppo in superficie;[21] i lavori per questo breve tratto, iniziati nel 1986,[22] si conclusero con un anno di ritardo rispetto a quanto preventivato;[22]
- la seconda galleria del traforo del Gran Sasso, con lo svincolo di accesso all'Istituto nazionale di fisica nucleare, venne inaugurata il 29 luglio 1993;[23] l'apertura del secondo fornice permise il transito nel traforo dei mezzi pesanti oltre le 7,5 tonnellate, fino ad allora non consentito, per motivi di sicurezza.[24] Nel periodo immediatamente precedente, dopo un avanzamento dei lavori molto lento per via delle complesse infrastrutture da realizzare, erano stati aperti vari tratti del raddoppio tra l'uscita del traforo e Villa Vomano e lo svincolo di San Gabriele divenne usufruibile anche da chi giungeva da Teramo;
- il definitivo completamento del tracciato (raddoppio della tratta Villa Vomano - Teramo), dopo l'inizio dei lavori nel 2006, avvenne il 28 aprile 2009, con l'apertura della seconda galleria Carestia al km progressivo 151.[25]

### Tratti non realizzati
1969: Aprono i primi tratti

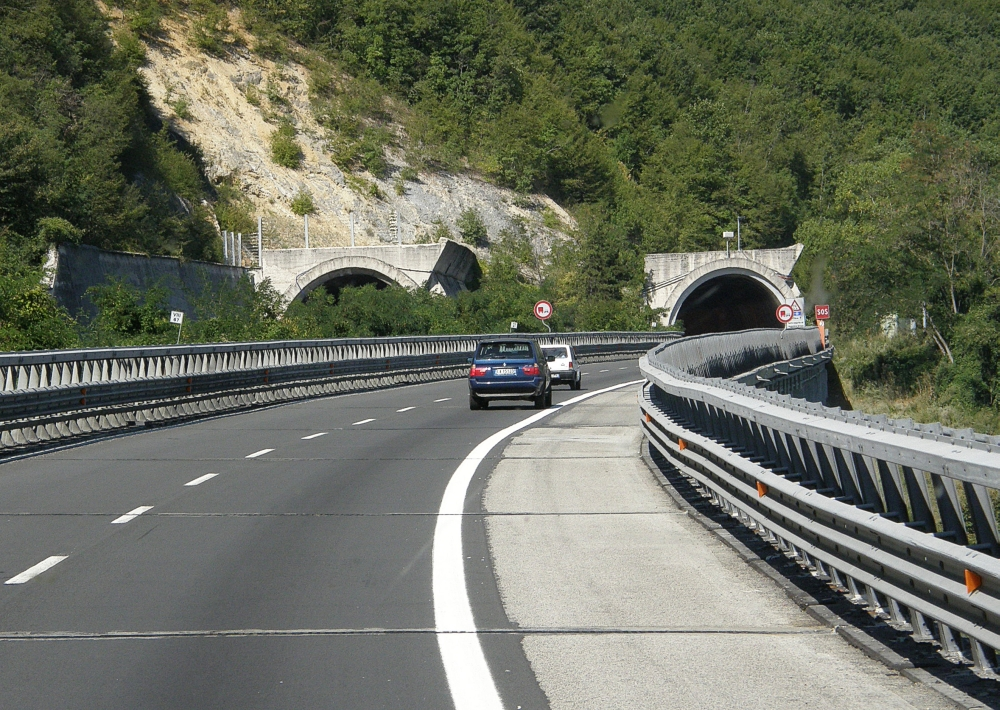
A24, tracciato in direzione Roma tra Torano di Borgorose e Tagliacozzo

1970: Completato il tracciato fino all'Aquila

1979: Completato il tracciato fino ad Assergi

1984: Aperto il primo tunnel del Gran Sasso

1984: Il tracciato giunge a Villa Vomano (singola carreggiata)

1986: Aperto il tratto fino a Val Vomano (singola carreggiata)

1989: Aperto il tratto fino a Teramo (singola carreggiata)

1990: Completato l'allacciamento con la Tangenziale Est di Roma

1993: Aperto il secondo tunnel del Gran Sasso

2009: Termine raddoppi di carreggiata

2014: Realizzate le complanari nel tratto tra Lunghezza e Palmiro Togliatti (penetrazione urbana di Roma)
I piani originari dell'A24 prevedevano il congiungimento con la A14 all'altezza di Alba Adriatica. Una volta giunto a Teramo, il tracciato avrebbe dovuto percorrere un piccolo tratto della valle del Tordino fino a San Nicolò, quindi proseguire nella val Vibrata (dove era previsto il casello di Sant'Omero) fino ad allacciarsi all'autostrada adriatica nel punto dove ora è lo svincolo Val Vibrata. La realizzazione di quest'ultimo tratto del progetto originario venne a lungo accantonato e il governo revocò la concessione a SARA nel 1976, che comunque continuò a gestire la A24 e la A25, fino a quando non le subentrò Strada dei Parchi SpA
Nel corso degli anni si sono susseguite proposte di ripristinare il progetto originario di prolungamento del tracciato fino Alba Adriatica, ma nessuna di queste ha finora trovato attuazione.
Tuttavia, la strada statale 80 racc di Teramo, con caratteristiche di superstrada e libera da pedaggio, aperta nel 2006, permette un collegamento a scorrimento veloce fra l'A24 e l'A14, con un percorso simile a quello inizialmente ipotizzato per il prolungamento dell'A24.

### Altri lavori

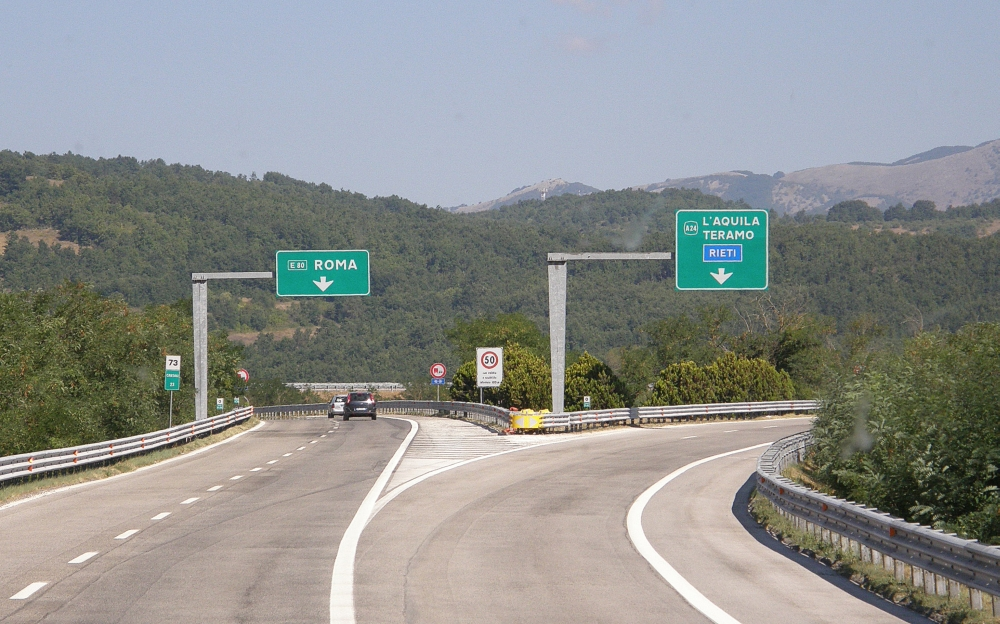
Fine della A25 Torano - Pescara e interconnessione con la A24 Roma - L'Aquila - Teramo (svincolo direzionale)

Il 24 marzo 2011 fu aperto il nuovo svincolo Teramo ovest al km 157, direttamente collegato alla tangenziale della città, la strada statale 80 racc di Teramo.
Nel 2014 furono invece terminati i lavori delle cosiddette complanari ovvero strade a scorrimento veloce che affiancano ai bordi l'autostrada A24 nel tratto compreso tra la barriera Roma est e l'uscita Palmiro Togliatti del tratto interno al Grande Raccordo Anulare, destinate ad accogliere il flusso giornaliero di pendolari entranti e uscenti dalla capitale alle zone limitrofe (Settecamini-Ponte di Nona-Castelverde-Lunghezza-Corcolle-Guidonia-Tivoli).
Il 14 Settembre 2021 è stato finanziato un progetto per realizzazione di un casello a ridosso della SP491 e della Strada statale 150 della Valle del Vomano in modo da collegare direttamente il paese di Montorio al Vomano e proseguire per il Parco Nazionale del Gran Sasso e Monti della Laga

## L'autostrada oggi

### Tronco di penetrazione urbana

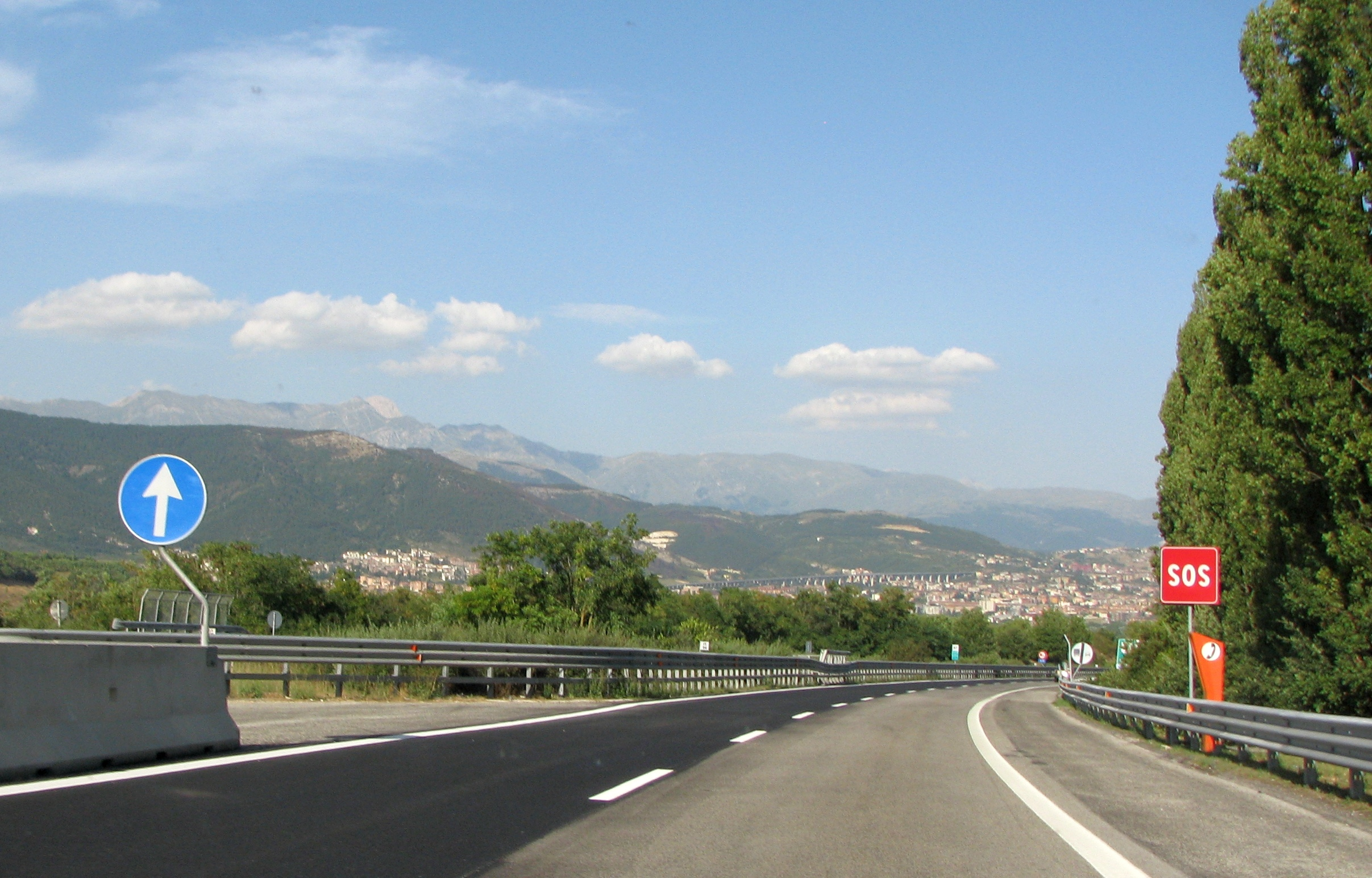
A24, discesa da Tornimparte verso L'Aquila, sullo sfondo; si nota il lungo viadotto che lambisce il capoluogo in direzione di Teramo (tra le uscite L'Aquila ovest e L'Aquila est).

Questo tratto di 7,3 km si sviluppa a partire dalla tangenziale Est di Roma fino all'autostrada A90, presentando svincoli verso varie arterie della capitale (Tor Sapienza, Viale Palmiro Togliatti, Via F.Fiorentini e Via di Portonaccio). Anche se il gestore considera questo tratto parte integrante della A24, è dotato di una chilometrica separata ed è classificato con la denominazione interna D28 di Autostrade per l'Italia e considerato una autostrada a sé dal Ministero dei Trasporti. È anche noto come tronco di penetrazione urbana o A24 penetrazione urbana, e con queste ultime denominazioni viene citata in diverse mappe stradali. 

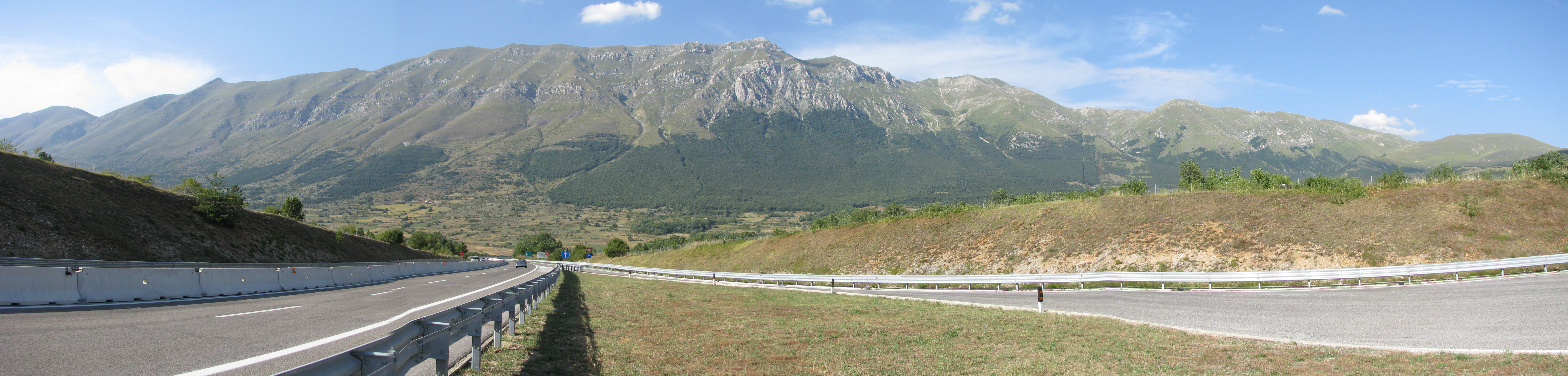
A24, Panoramica del tracciato in direzione est poco prima del tunnel del Gran Sasso (versante aquilano) con il Pizzo Cefalone

Nei notiziari radiofonici sul traffico, viene spesso chiamato tratto urbano dell'A24 ed è anche informalmente noto ai Romani come il tronchetto. È dotato di complanari da Viale Palmiro Togliatti fino al casello di Roma Est sul ramo principale della A24 ed è percorribile senza pedaggio fino a tale casello.

### Tronco extraurbano
Superato lo svincolo Lunghezza, il tracciato incrocia l'A1 Milano-Napoli e subito inizia la sua salita verso Tivoli e Castel Madama, per proseguire in un susseguirsi di viadotti e gallerie fino agli svincoli di Vicovaro-Mandela, Carsoli-Oricola e Tagliacozzo, con la strada che taglia prima il subappennino laziale (Monti Tiburtini, Monti Lucretili, Monti Ruffi), seguendo il medio corso della Valle dell'Aniene e poi a seguire l'Appennino abruzzese (Monti Simbruini e Monti Carseolani), attraversando il confine regionale tra Lazio e Abruzzo poco prima dello svincolo di Carsoli, al confine tra i territori comunali di Riofreddo e Oricola. In questo tratto vi è il viadotto di Pietrasecca, che si sviluppa in rettilineo e in curva per 1,9 km a oltre 100 m di altezza.
Oltrepassato Tagliacozzo, dopo alcuni chilometri di discesa, al 72 km si incontra lo svincolo direzionale con la A25, presso Torano, con il tracciato che piega verso nord-est, tornando per circa 20 km nel territorio laziale del Cicolano a partire dalla Val de' Varri-Monte Faito, al confine tra i territori dei comuni di Pescorocchiano e Sante Marie; successivamente, il tracciato sale e si immette nella galleria "San Rocco" (tra gli svincoli di Valle del Salto e Tornimparte), lunga 4,120 km che separa la Valle dell'Aterno dal Cicolano, lambendo a nord i Monti della Duchessa (Velino-Sirente) e tornando definitivamente in territorio abruzzese. Superata la galleria, l'autostrada percorre il valico di Monte San Rocco (1100 m s.l.m.)  con un tratto in discesa verso L'Aquila dove lambisce la periferia della città con un lungo viadotto passando per gli svincoli di L'Aquila ovest prima e L'Aquila est poi; l'autostrada risale ancora in direzione di Assergi entrando nel territorio del parco nazionale del Gran Sasso e Monti della Laga sul versante aquilano del Gran Sasso d'Italia. 

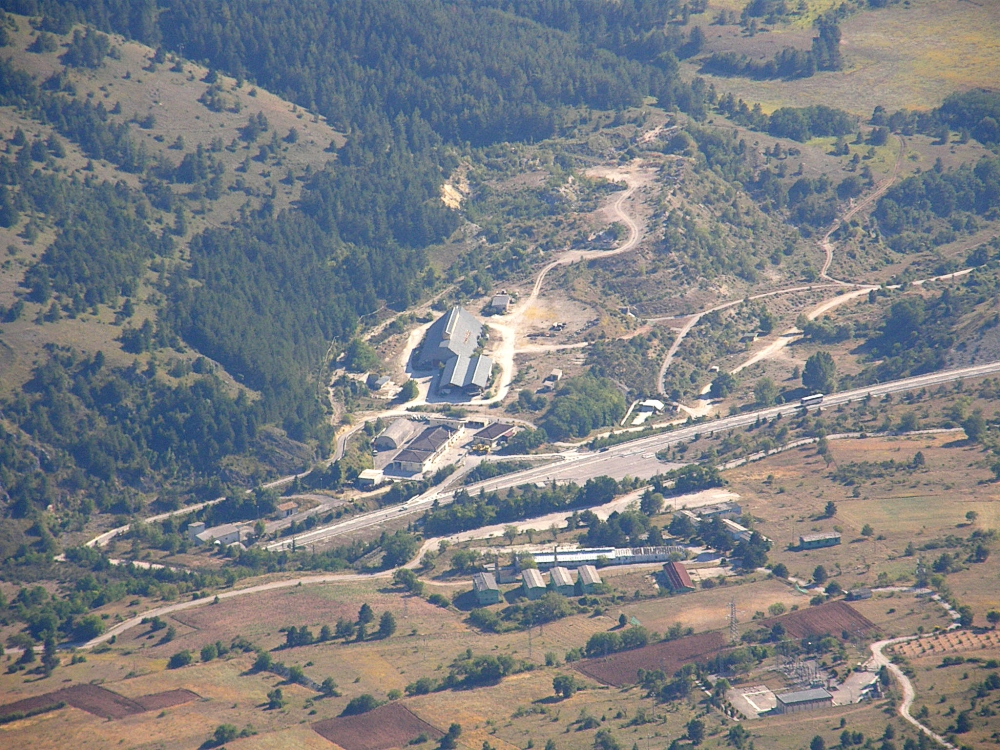
A24, Ingresso nel tunnel del Gran Sasso presso Assergi, versante aquilano visto dalla sommità di Campo Imperatore

Il traforo del Gran Sasso, dallo sviluppo pressoché rettilineo salvo due curve ad ampio raggio subito dopo l'ingresso e poco prima dell'uscita, si sviluppa tra gli svincoli Assergi e Colledara, con l'ingresso nel lato aquilano al km 118 a circa 970 m s.l.m.. Nel traforo settentrionale, ovvero in direzione Roma, vi è l'ingresso, tramite uno svincolo a raso, dei laboratori nazionali del Gran Sasso, e sono presenti limiti di velocità particolari per via del restringimento di carreggiata. I mezzi provenienti dall'Aquila accedono ai laboratori mediante uno svincolo di inversione di marcia vietato ai mezzi non autorizzati, realizzato poco dopo l'uscita dal traforo meridionale.
Superato il traforo in direzione di Teramo, il tracciato procede al di sotto del versante orientale del Gran Sasso, caratterizzato da una pendenza del 6% circa. In virtù della pendenza significativa, è presente una terza corsia di marcia lunga circa 1 km per i mezzi lenti nel tratto in salita verso il traforo in direzione di Roma.
Come in altre autostrade è attivo il sistema Tutor per il monitoraggio delle velocità medie degli autoveicoli nelle rispettive tratte percorse. A causa dell'elevata incidenza di opere ingegneristiche sul tracciato autostradale (118,8 km di viadotti, 70,8 km di gallerie su complessivi 562,8 km di carreggiate), dell'ambiente collinare e montano e dei conseguenti alti costi di manutenzione è classificata tra le autostrade di montagna, pur non rientrando tra le tratte autostradali italiane che applicano i pedaggi più elevati.

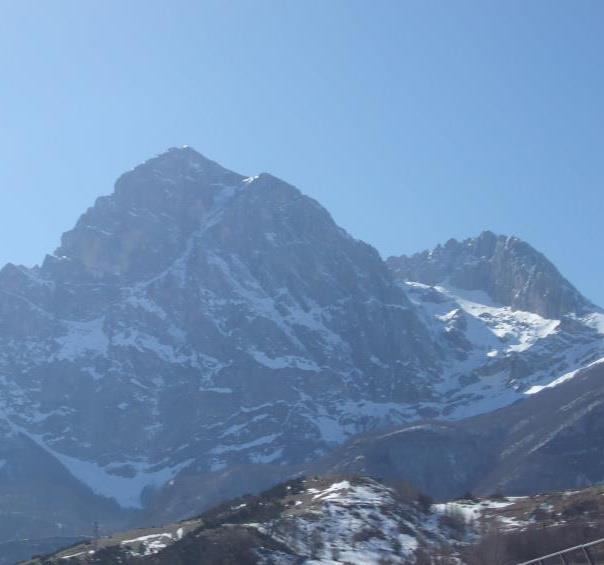
Il Gran Sasso (Corno Grande e Piccolo) osservato dal versante teramano della A24 poco prima dell'imbocco del traforo

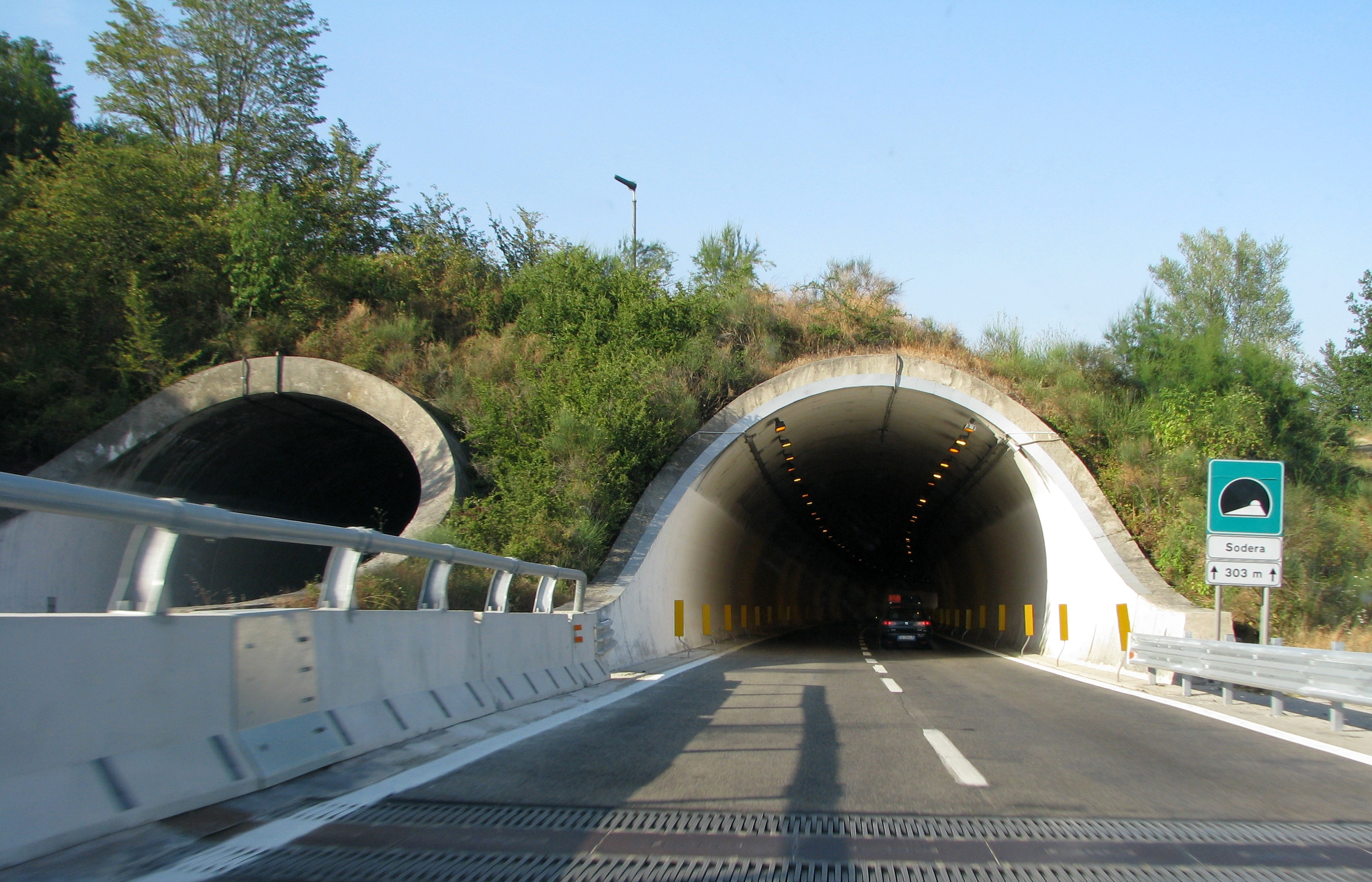
A24, direzione Teramo, galleria Sodera

### Tabella percorso
| ROMA - L'AQUILA - TERAMO Autostrada dei Parchi | |       |      |       |                |
| Tipo                                           | Indicazione | ↓km↓  | ↑km↑ | Area  | Strada europea |
|                                                | Tangenziale Est                                                                                                   | 7,3   | 0    | RM    |                |
|                                                | Via di Portonaccio Casal Bertone Via Tiburtina                                                                    | --,-  | 0,8  | RM    |                |
|                                                | Area di servizio "Tiburtina"                                                                                      | 4     | --,- | RM    |                |
|                                                | Via F. Fiorentini - Ospedale Sandro Pertini                                                                       | 4,9   | 2,4  | RM    |                |
|                                                | Viale Palmiro Togliatti Via Tiburtina Via Casilina Via Tuscolana Stazione Ponte Mammolo Metro B                   | 3,5   | 3,8  | RM    |                |
|                                                | Via di Tor Cervara                                                                                                | 1,6   | 5,7  | RM    |                |
|                                                | Area di servizio "La Rustica"                                                                                     | --,-  | -,-  | RM    |                |
|                                                | Grande Raccordo Anulare                                                                                           | 0     | 158  | RM    |                |
|                                                | Settecamini Via Tiburtina                                                                                         | 1     | 157  | RM    |                |
|                                                | Ponte di Nona Via Collatina Zona commerciale                                                                      | 2     | 156  | RM    |                |
|                                                | Lunghezza | 8     | 150  | RM    |                |
|                                                | Barriera Roma est                                                                                                 | 8     | 150  | RM    |                |
|                                                | Milano - Napoli                                                                                                   | 10    | 148  | RM    |                |
|                                                | Area di servizio "Colle Tasso"                                                                                    | 11    | 147  | RM    |                |
|                                                | Tivoli Tiburtina                                                                                                  | 13    | 145  | RM    |                |
|                                                | Castel Madama | 24    | 134  | RM    |                |
|                                                | Vicovaro Mandela                                                                                                  | 33    | 125  | RM    |                |
|                                                | Area di parcheggio "Roviano"                                                                                      | 40    | 118  | RM    |                |
|                                                | Area di servizio "Civita"                                                                                         | 47    | 111  | AQ    |                |
|                                                | Carsoli Oricola                                                                                                   | 50    | 108  | AQ    |                |
|                                                | Tagliacozzo | 61    | 97   | AQ    |                |
|                                                | Pescara - Chieti                                                                                                  | 72    | 86   | RI    |                |
|                                                | Valle del Salto Salto Cicolana - Rieti                                                                            | 75    | 83   | RI    |                |
|                                                | Tornimparte del Parco Regionale Sirente-Velino Amiternina Campo Felice                                            | 85    | 72   | AQ    |                |
|                                                | Area di servizio "Valle Aterno"                                                                                   | 99    | 59   | AQ    |                |
|                                                | L'Aquila ovest del Gran Sasso d'Italia - Teramo dell'Appennino Abruzzese ed Appulo-Sannitico - Antrodoco          | 101   | 57   | AQ    |                |
|                                                | L'Aquila est Tangenziale Est dell'Aquila - Pescara                                                                | 107   | 51   | AQ    |                |
|                                                | Area di parcheggio "Gran Sasso "                                                                                  | 108,2 | 50   | AQ    |                |
|                                                | Assergi Campo Imperatore Parco nazionale del Gran Sasso e Monti della Laga                                        | 117   | 41   | AQ    |                |
|                                                | Traforo del Gran Sasso                                                                                            | 118   | 40   | AQ/TE |                |
|                                                | San Gabriele Colledara Isola del Gran Sasso d'Italia - Castelli Parco nazionale del Gran Sasso e Monti della Laga | 137   | 21   | TE    |                |
|                                                | Barriera Teramo                                                                                                   | 147   | 11   | TE    |                |
|                                                | Basciano Villa Vomano ex di Bisenti - Bisenti Piceno-Aprutina - Teramo Piceno-Aprutina - Chieti                   | 149   | 9    | TE    |                |
|                                                | Val Vomano della Valle del Vomano - Roseto degli Abruzzi                                                          | 151   | 7    | TE    |                |
|                                                | Teramo ovest Variante di Teramo Montorio al Vomano                                                                | 157   | 1    | TE    |                |
|                                                | Teramo est Piceno-Aprutina - Ascoli Piceno Giulianova                                                             | 158   | 0    | TE    |                |
|                                                | di Teramo Bologna - Taranto                                                                                       | 158   | 0    | TE    |                |